# Tisagronia fleissiana
Tisagronia fleissiana là một loài bướm đêm trong họ Noctuidae.